# Liste des communes françaises de l'Essonne ayant changé de nom au cours de la Révolution
Pour un article plus général, voir Liste des communes françaises ayant changé de nom au cours de la Révolution.
Cet article présente la liste des communes françaises de l'Essonne ayant changé de nom au cours de la Révolution.

## Essonne
| Commune                                       | Nom révolutionnaire | Notice Ehess-Cassini |
| --------------------------------------------- | ------------------- | -------------------- |
| Arpajon                                       | Francval            | no 1322              |
| Bièvres                                       | Bièvre-le-Châtel    | no 4236              |
| Bièvres                                       | Bièvre-la-Montagne  | no 4236              |
| Boussy-Saint-Antoine                          | Boussy-sous-Sénart  | no 5431              |
| Bruyères-le-Châtel                            | Bruyères-Libre      | no 6176              |
| Chalo-Saint-Mars                              | Chalo-la-Raison     | no 7732              |
| Chamarande                                    | Bonne-Commune       | no 7747              |
| Corbeil (devenue Corbeil-Essonnes)            | Corbeil-la-Montagne | no 10246             |
| Forêt-le-Roi (La)                             | La Forêt-Bel-Air    | no 14361             |
| Étréchy                                       | Étréchy-la-Montagne | no 13267             |
| Ris-Orangis                                   | Brutus              | no 29231             |
| Saulx-les-Chartreux                           | Saulx-le-Rocher     | no 35512             |
| Soisy-sous-Étiolles (devenue Soisy-sur-Seine) | Soisy-Marat         | no 36452             |
| Saint-Aubin                                   | Mesnil-Marat        | no 30494             |
| Saint-Cyr-sous-Dourdan                        | Franc-Cyr           | no 31079             |
| Saint-Germain-lès-Arpajon                     | Germain-lès-Châtres | no 32018             |
| Saint-Germain-lès-Arpajon                     | Germinal-sur-Orge   | no 32018             |
| Saint-Germain-lès-Corbeil                     | Vieux-Corbeil       | no 32005             |
| Saint-Maurice-Montcouronne                    | Montgraviers        | no 33543             |
| Saint-Sulpice-de-Favières                     | Favières-Défanatisé | no 34755             |
| Saint-Yon                                     | La Montagne         | no 41395             |
| Sainte-Geneviève-des-Bois                     | Colbert-la-Réunion  | no 31413             |
| Val-Saint-Germain (Le)                        | Val-Libre           | no 38596             |